# Pattersonville-Rotterdam Junction
Pattersonville-Rotterdam Junction és una concentració de població designada pel cens dels Estats Units a l'estat de Nova York. Segons el cens del 2000 tenia 918 habitants.

## Demografia
Segons el cens del 2000, Pattersonville-Rotterdam Junction tenia 918 habitants, 368 habitatges, i 260 famílies. La densitat de població era de 262,5 habitants per km².
Dels 368 habitatges en un 29,3% hi vivien nens de menys de 18 anys, en un 56,3% hi vivien parelles casades, en un 12% dones solteres, i en un 29,3% no eren unitats familiars. En el 23,1% dels habitatges hi vivien persones soles el 8,4% de les quals corresponia a persones de 65 anys o més que vivien soles. El nombre mitjà de persones vivint en cada habitatge era de 2,49 i el nombre mitjà de persones que vivien en cada família era de 2,95.
Per edats la població es repartia de la següent manera: un 22% tenia menys de 18 anys, un 8,5% entre 18 i 24, un 26,7% entre 25 i 44, un 25,8% de 45 a 60 i un 17% 65 anys o més.
L'edat mediana era de 41 anys. Per cada 100 dones de 18 o més anys hi havia 90,4 homes.
La renda mediana per habitatge era de 42.857 $ i la renda mediana per família de 55.547 $. Els homes tenien una renda mediana de 29.000 $ mentre que les dones 25.750 $. La renda per capita de la població era de 19.039 $. Cap de les famílies i el 3,6% de la població estaven per davall del llindar de pobresa.